# Richemont (Charente)
Richemont era una comuna francesa que estaba situada en el departamento de Charente, de la región de Nueva Aquitania, que en 1972 se fusionó con la comuna de Cherves-de-Cognac, formando la nueva comuna de Cherves-Richemont.

## Demografía
| Gráfica de evolución demográfica de Richemont entre 1800 y 1968 |
|                                                                 |

Los datos demográficos contemplados en este gráfico se han cogido de la página francesa EHESS/Cassini.